# Línea 180 (Montevideo)
La línea 180 es una línea urbana de Montevideo, une la Ciudad Vieja con la Plaza Gerardo Cuesta, más conocida como la intersección de Jaime Roldós y Pons y Londres. La ida es Jaime Roldós y Pons y la vuelta Ciudad Vieja.

## Recorridos
| IDA - ...Ciudadela - 25 de Mayo - Juncal - Cerrito - Juan Lindolfo Cuestas - Buenos Aires - Circunvalación Plaza Independencia - Avenida 18 de Julio - Bulevar General Artigas - Avenida José Pedro Varela - Giro en "U" en Madreselva - Avenida José Pedro Varela - Bulevar José Batlle y Ordóñez - Avenida Jacobo Varela - Rafael Eguren - Valladolid - Jaime Roldós y Pons - Londres - Avenida Dámaso Antonio Larrañaga - Camino Corrales - Pablo Pérez - Berlín - Jaime Roldós y Pons, hasta Londres - Terminal Plaza Cuesta | VUELTA - Jaime Roldós y Pons - Londres - Pablo Pérez - Camino Corrales - Avenida Dámaso Antonio Larrañaga - Robinson - Jaime Roldós y Pons - Valladolid - Rafael Eguren - Avenida Jacobo Varela - Br. José Batlle y Ordóñez - Av. José Pedro Varela - Bulevar General Artigas - Avenida 18 de Julio - Circunvalación Plaza Independencia - Ciudadela - 25 de Mayo...continúa sin espera a su ruta habitual. |

## Paradas
| Código | Parada                 |
| ------ | ---------------------- |
| 5124   | Mercedes               |
| 4041   | Juncal                 |
| 4763   | Bartolomé Mitre        |
| 4764   | Treinta Y Tres         |
| 4765   | Zabala                 |
| 4773   | Pérez Castellano       |
| 4774   | Guaraní                |
| 5106   | 25 de Mayo             |
| 4929   | Washington             |
| 4769   | Guaraní                |
| 4770   | Colón                  |
| 4771   | Misiones               |
| 4772   | Ituzaingó              |
| 5108   | Juan Carlos Gómez      |
| 3177   | W.F.Aldunate           |
| 4189   | Plaza Cagancha         |
| 3179   | Ejido                  |
| 4204   | Tacuarembó             |
| 4202   | Gaboto                 |
| 3180   | Arenal Grande          |
| 4005   | Dr. Joaquín Requena    |
| 4007   | Dr. Mario Cassinoni    |
| 2071   | Av. Italia/H. Italiano |
| 2072   | Juan Ramon Gómez       |
| 2105   | Monte Caseros          |
| 2106   | Francisco Vidiella     |
| 2073   | Garibaldi              |
| 2074   | Caribes                |
| 2075   | Colorado               |
| 3884   | Yaguari                |
| 2076   | Dr Gustavo Gallinal    |
| 2077   | Antonio Machado        |
| 2620   | Valladolid             |
| 2633   | José Batlle y Ordóñez  |
| 3537   | Isabela                |
| 3538   | Heraclio Fajardo       |
| 3540   | Valladolid             |
| 5398   | Rafael Eguren          |
| 3544   | M De Salas             |
| 3546   | Pte Ing José Serrato   |
| 3548   | Berlín                 |
| 3550   | Londres                |
| 3160   | Arribeños              |
| 4994   | Corrales               |
| 2654   | Jaime Roldos Y Pons    |
| 3551   | Minuanes               |
| 3553   | Callao                 |

| Código | Parada                  |
| ------ | ----------------------- |
| 3550   | Londres                 |
| 3554   | Callao                  |
| 3552   | Minuanes                |
| 2635   | Jaime Roldos Y Pons     |
| 2636   | Av.Damaso A.Larrañaga   |
| 3164   | Arribeños               |
| 3165   | Londres                 |
| 3547   | Pte Ing José Serrato    |
| 3545   | M De Salas              |
| 5399   | Av Jacobo Varela        |
| 3543   | Rafael Eguren           |
| 3535   | Av Jacobo Varela        |
| 5263   | Heraclio Fajardo        |
| 3536   | Isabela                 |
| 3533   | Juan Cruz Varela        |
| 3122   | Av. José Pedro Varela   |
| 4484   | Luis Alberto de Herrera |
| 2097   | Antonio Machado         |
| 2098   | Dr Gustavo Gallinal     |
| 2099   | Yaguari                 |
| 2100   | Colorado                |
| 2101   | Caribes                 |
| 2102   | Av Gral José Garibaldi  |
| 2103   | Martin García           |
| 2104   | Gral Pagola             |
| 2107   | Miguelete               |
| 2108   | Tres Cruces             |
| 3181   | 8 de octubre            |
| 4009   | Juan Paullier           |
| 4011   | Arenal Grande           |
| 4013   | Gaboto                  |
| 4014   | Carlos Roxlo            |
| 4016   | Ejido                   |
| 3913   | Plaza Cagancha          |
| 4018   | Convención              |

## Barrios
Circula por los barrios: Aduana, Ciudad Vieja, Centro, Cordón, Tres Cruces, Jacinto Vera, Bolívar (Cercanías al hospital policial) y finalmente Pérez Castellanos.

## Destinos intermedios
IDA
- Teatro Solís

VUELTA
- Plaza Independencia
- Plaza España
- 18 de Julio y Ejido (IMM)